# 米羅柳比夫卡 (日托米爾區)
50°4′52″N 28°47′15″E / 50.08111°N 28.78750°E
米羅柳比夫卡（烏克蘭語：Миролюбівка），是烏克蘭北部的村莊，隸屬日托米爾州的日托米爾區。該村面積1.28平方公里，海拔高度241米，2001年人口629，人口密度每平方公里489.9人。